# マニベン・カラ
マニベン・カラ（Maniben Kara、1905年 - 1979年）はインドのソーシャルワーカー、労働運動家 。Hind Mazdoor Sabhaの創設メンバーで、代表を務めた 。1970年にインド政府から、民間人への勲章では4番目の高位のPadma Shri勲章を授与された。

## 経歴
1905年にムンバイで生まれ、マハラシュトラ州の中流家庭で育ち、アーリヤ・サマージのメンバーとなり、ムンバイのGamdeviにあるSt. Columba High Schoolを卒業し、バーミンガム大学で社会科学の学位を取得した 。1929年にインドに戻り、独立運動に関わり、セヴァ・マンディールと印刷会社を設立し、インドの革命家M. N. Royのための民族主義出版物であるIndependent Indiaを出版した 。その後労働組合活動主義に関与し始めた彼女は、全インド労働組合会議(All India Trade Union Congress)の初期の指導者の一人であるナラヤン・マルハル・ジョシ（Narayan Malhar Joshi）の影響を受けていることが知られている  。彼女が事業を行った地域は、ボンベイ改善信託の保守な労働者が多く住む場所であるムンバイのスラムであった 。母親クラブとヘルスケアセンターを設立し、居住者の間に衛生のメッセージと識字とを広めた。
彼女の活動の次の段階は、ムンバイの港湾とドックヤードで労働組合を組織することから始まり、後に組織対象はテーラーや繊維労働者にまで拡大した 。彼女はインド共産党の労働組合である全インド労働組合会議に加わり、いくつかの労働争議を指導し1932年に逮捕され、独房に閉じ込められた 。彼女はインド独立運動の時代まで活動を続け、1946年に中央立法会議の議員に任命され、労働省の仕事を委任された 。独立後には、1948年にHind Mazdoor Sabhaが結成された際に重要な役割を果たし、またAll India Railwaymen連盟に加わりのちに代表を務めた 。彼女はまた国際自由労働組合総連盟（ICFTU）の創設時のメンバーであり、女性の地位に関する国の委員会およびその他の政府イニシアティブなどの政府委員会に関与した。
選挙に出馬することは一度もなかったマニベン・カラ は、インド政府によって1970年にPadma Shriの民間人勲章を授与された。その9年後、74歳で没した 。Hind Mazdoor Sabhaは1980年に彼女の功績を讃え「Maniben Kara Institute（MKI）」という研究所を設立した 。Western Railways Unionは、彼女に敬意を表してマニベン・カラ財団基金を設立し、ムンバイのグラントロード地区でManiben Kara Foundation Hallを維持管理している 。